# Krenland
Koordinaten: 49° 38′ 59″ N, 11° 3′ 15″ O
Krenland ist eine lokale Landschaftsbezeichnung im Regnitztal zwischen Forchheim und Erlangen. Schon im 15. Jahrhundert erfolgte hier eine Spezialisierung auf den Anbau von Gewürz- und Heilpflanzen, namensgebend für diese Region wurde der Meerrettich (süddt.: Kren). Der Markgraf Johann von Brandenburg-Kulmbach (der Alchimist genannt) soll den Krenanbau hier und im Knoblauchsland besonders gefördert haben.
Die erste schriftliche Erwähnung des Krenanbaus in Franken stammt aus dem 1650 erschienenen Buch Die Nymphe Noris. Dort wird er bei der Beschreibung des Knoblauchslands unter den angebauten Gemüsearten aufgezählt. Der erste Nachweis des Anbaus im Raum Baiersdorf stammt aus dem Reisetagebuch von Johann Michael Füssel und bezieht sich auf das Jahr 1788. Anfang des 19. Jahrhunderts hatte der Krenanbau um Baiersdorf bereits eine große wirtschaftliche Bedeutung. In der Montgelas-Statistik 1811/12 steht: „Im Ort Baiersdorf wurde ferner gebaut: 12 Metz Obst, der Erlös à 50 fl. p. M., 8 Metz Kardeln, der Erlös à 50 fl. p. M., 751 Metz Meerrettich, der Erlös p. M. zu 70 fl. für 5250 fl.“ Von der Mitte des 19. Jahrhunderts an nahm der Krenanbau langsam immer mehr zu. Nach Eröffnung der Bahnstrecke Nürnberg–Bamberg im Jahre 1844 und des Ludwig-Donau-Main-Kanals 1846 konnte der produzierte Meerrettich günstig abtransportiert werden. Für 1894 wurde die Gesamtmenge des im Umland von Nürnberg und Fürth produzierten Krens auf 50.000 Zentner geschätzt. Etwa 30.000 Zentner wurden von den Großhändlern jährlich per Bahn versandt, 10.000 Zentner wurden nach Österreich verschifft. Etwa ab 1870 wurde ein Teil der Ernte von Hausierern und Krenweiberln im ganzen süddeutschen Raum verkauft. Der Erste und der Zweite Weltkrieg führten zu einem zeitweiligen Rückgang des Meerrettich-Anbaus, da er durch die staatlichen Festpreise weniger lukrativ wurde.
In Baiersdorf gab es bis 2020 ein Meerrettich-Museum, das auch die Bedeutung den Meerrettichanbaus in der Region darstellte.